# Rockstar Busters!
リトルバスターズ! アレンジアルバム『Rockstar Busters!』は「リトルバスターズ!」の楽曲をMintJamがハードでロックにアレンジしたアレンジアルバム。2008年8月15日にKey Sounds Labelよりリリース。

## 収録曲
太字はボーカル曲 
1. Little Busters！
原作詞・作曲:麻枝准 　編曲:TERRA・a2c
2. MY BRAVE SMILE 
原作曲:PMMK　編曲:setzer・a2c
3. デーゲーム 
原作曲:折戸伸治　編曲:TERRA 
　TERRA曰く、サブタイトルをつけるなら「昼間から飲酒mix」。
4. Mission possible ～but difficult task～ 
原作曲:折戸伸治　編曲:setzer
5. 勇壮なる闘い 
原作曲:戸越まごめ　編曲:setzer 
　setzerがベースを担当している。
6. 遥か彼方 
原作詞・作曲:麻枝准　編曲:setzer 
　setzer曰く、冬っぽいアレンジを試みたとのこ。
7. 伝えられないメッセージ 
原作曲:Manack　編曲:a2c
8. たったひとつの魔法の言葉 
原作曲:PMMK　編曲:a2c 
　この曲では4本のギターを用途に応じて使い分けている。
09. 光に寄せて 
原作曲:折戸伸治　編曲:TERRA
10. Alicemagic
原作詞:都乃河勇人　原作曲:折戸伸治　編曲:a2c
11. Little Busters！(Little Jumper MJ cover)
編曲:TERRA・a2c
12. Little Busters！(MJ cover off vocal) 
　前曲のカラオケ版。